# Gheorghe Tătărescu
Gheorghe Tătărescu (Târgu Jiu, 21 dicembre 1886 – Bucarest, 28 marzo 1957) è stato un politico rumeno.
Militante nel PNL (Partidul Naţional Liberal), durante il periodo precedente la Seconda guerra mondiale è stato Ministro degli Esteri e due volte capo del Governo rumeno.

## Biografia
Studiò letteratura a Parigi ed entrò giovanissimo nel Partito Liberale, diventando deputato nel 1919, alternando l'attività politica a quella letteraria. Sottosegretario all'Interno dal 1923 al 1928, nel 1931 divenne segretario del Partito Nazional-liberale e quindi ministro del Commercio nel 1933 e nel 1934. Nel gennaio 1934 assunse la carica di Capo del Governo, che mantenne fino al dicembre 1937. Nel governo del vescovo Miron Cristea fu ministro degli Esteri dal febbraio al marzo 1938.
Dopo essere stato ambasciatore a Parigi nel 1939, nel novembre dello stesso anno fu richiamato nuovamente alla guida del Governo, che conservò fino al luglio del 1940. Si dimise dopo la cessione della Bucovina settentrionale e della Bessarabia all'Unione Sovietica (28 giugno 1940).
Tornò al Governo nel 1944 nuovamente come ministro degli Esteri, quando il re Michele fece prima arrestare il Conducător e poi dichiarò guerra alla Germania. Tătărescu ricoprì la carica nei quattro anni successivi, nel periodo tormentato del trattato di pace, da lui firmato a Parigi il 10 febbraio 1947.
Coinvolto nel processo Maniu, fu messo in disparte dalla vita politica e verso la fine del 1947 fu costretto a cedere il portafoglio degli Esteri ad Ana Pauker. Negli anni seguenti fu costantemente sorvegliato dalla polizia e più volte incarcerato. Definitivamente liberato nel 1955, si spense a Bucarest il 3 aprile 1957.

## Scritti
È autore di due opere tradotte anche in italiano:
- La Romania e la seconda guerra mondiale,
- Il trattato di pace del 10 febbraio 1947.